# Luis Antonio Pedraza
Luis Antonio Pedraza de Castro (Blanes, Gerona, 26 de junio de 1983) es un músico y folklorista español que se dedica a la interpretación, enseñanza y divulgación de la flauta de tres agujeros y el tamboril, y de la música tradicional del noroeste de la península ibérica. Trabaja en Zamora y ha creado y participado en numerosos proyectos musicales relacionados con el folklore.

## Formación
Comenzó sus estudios musicales durante la infancia, en el Conservatorio de Música de Zamora y en la Banda de Música de Zamora. Estudió flauta de tres agujeros y tamboril y percusión tradicional en la Escuela de folclore de Zamora. Continúa su formación como tamborilero en el Centro de Cultura Tradicional "Ángel Carril" de la Diputación de Salamanca. 
Es licenciado en Historia y Ciencias de la Música por la Universidad de Salamanca y diplomado en Educación Musical y Educación Especial por la Universidad Pontificia de Salamanca. Además, realizó el máster de "Música hispana" por la Universidad de Valladolid, en la especialidad de Etnomusicología.

## Carrera musical
Desde 2007 es profesor de música por oposición. Obtuvo el primer premio en el certamen de tamborileros de Plasencia en la categoría de obra libre en 2014 y en la de obra obligada al año siguiente. Actualmente, desarrolla su carrera musical en solitario desarrollando numerosos proyectos musicales como "En Clave Folk", "Músicas da Raya", “Fierro”, “De Mano en Mano” o "Rebambalancha".
Ha sido integrante del grupo de folk madrileño La Musgaña durante seis años y ha realizado colaboraciones con artistas como Joaquín Díaz, Kepa Junkera, Luar na Lubre, Vanesa Muela, José Ángel Hevia, Luis Delgado, Miguel Manzano, Candeal, Xabier Díaz, David Rivas, Paulo Meirinhos o Ariel Rot, bandas de música, orquestas sinfónicas, bandas de cornetas y tambores, bandas de música militar, alardes de txistularis, entre otros.
Fue fundador y director musical de la Asociación de Tamborileros Zamoranos durante diez años y monitor de diferentes escuelas de folklore de la provincia de Zamora (Zamora capital, Fermoselle, Almeida y Carbellino). Ha dictado cursos y ponencias sobre música tradicional e instrumentos tradicionales para instituciones públicas y privadas y realiza habitualmente numeroso trabajo de campo. Desarrolla su labor musical desde Zamora y participa como creador e intérprete en numerosos proyectos musicales relacionados con el folklore, a nivel nacional e internacional.

## Reconocimientos
- Premio MT "Joven Valor de la Música Tradicional" IV Edición de los premios de Asociación Arlafolk de Benavente (Zamora) en el año 2012.[12]

- Premio Nacional de Tamborileros (obra libre) Excmo. Ayuntamiento de Plasencia (Cáceres), años 2014 y 2015.[13]

- Premio Nazionale di Cultura Zampognara "Pasquale Pizzoli" en 2014 en Pescara (Italia)

- Recibió el pin de oro del Festival de la "Sierra de la Culebra" de Ferreras de Abajo en 2018. en 2018.[14]

- Pregonero de la Navidad de Zamora en el año 2019.[15] y pregonero de las fiestas de la Concha de la Casa de Zamora en Valladolid en 2022.[16]

- Participó en 2022 en el programa televisivo de máxima audiencia Got Talent España  de Telecinco obteniendo “cuatro síes” del jurado del concurso formado por Edurne, Dani Martínez, Risto Mejide y Paula Echevarría.[17]

- "Residente de Honor 2023-24" otorgado por la Residencia “Alfonso VIII” de la Universidad de Valladolid.[18]

- En junio de 2025 estrena en Brañosera (Palencia) ante SS.MM. Los Reyes de España D. Felipe y Dña. Leticia una composición musical dedicada a los 1200 años del fuero de Brañosera. [19]

## Discografía

### En solitario
- Ayer me dijiste que hoy (2013).[20]
- Rebambalancha (2015).[21]
- De Mano en mano (2018).[22]
- Fierro (2020).[23]
- Folk Elements (2021).[24]
- Ofretorio (2023)[25]

### Con Santarén Folk
- “Tocando al vuelo” (2005)[26]
- “Al recién nacido, la Gloria” (2005)
- “¡A la ronda chavales!” (2006)[27]
- “Porque salen del cuerpo” (2014)[28]

### Con La Musgaña
- “Raitán”. (2019)[29]

### Colaboraciones musicales
- “Más vale tarde que nunca”. Antonio García' (2004)
- “Tiempo muerto”. Yesca (2011)[30]
- Documental: “Arribes: el resto es barullo”. Zev Robinson (2012)[31]
- “Barahunda”. Manolo Garrido (2013)
- “Yurlak”. Azzband (2014)[32]
- "Documentos de Etnografía Castilla y León". Pedro Javier Cruz (2016)
- “Que me quiten lo cantao”. Vanesa Muela (2018)[33]
- “En Alba siempre Teresa”. Rogelio Cabado (2018)[34]
- "Guadalajara, tu nombre suena" con la Banda de Música Provincial de Guadalajara (2020)[35]
- “Homenaje a la víctimas y héroes de la pandemia”. Unidad de Música de la Academia Básica de León (2021)
- “Piperegrinos”. A gaitas do Camiño (Xacobeo 2021-22)[36]
- “Perdónalos”. David Rivas (2022)[37]
- “La Nacencia”. Alberto Navas (2022)[38]
- “Erromeriak”. Kepa Junkera (2023)